# Johannes Pentling
Johannes Pentling (* im 15. Jahrhundert; † 5. August 1471) war Domherr in Münster und Paderborn.

## Leben
Die genealogische Abstammung des Johannes Pentling ist nicht belegt. Er findet am 15. Oktober 1438 erstmals als Domherr zu Münster urkundliche Erwähnung. Am 27. Juli 1450 gehörte er neben den Domherren Hermann Droste zu Vischering, Hugo von Schagen, Heinrich Korff gen. Schmising und Heinrich von Keppel zu den Gegnern des Walram von Moers, dessen Wahl zum Bischof zur Münsterischen Stiftsfehde führte. Johannes war in den Jahren 1461 bis 1466 und 1469 bis 1470 Dombursar. Damit war er verantwortlicher Leiter der wirtschaftlichen Angelegenheiten des Domkapitels.
Von 1444 bis 1470 besaß er auch ein Domkanonikat in Paderborn.